# シンデレラの悪魔
『シンデレラの悪魔』（シンデレラのあくま）は、赤川次郎による日本の推理小説。「悪魔シリーズ」の第9作目。『サスペリアミステリー』（秋田書店）にて2007年11月号から2009年9月号まで連載されていた。

## あらすじ
試験休みと休日を利用して米どころの温泉地へ来ていた由利子・香子・旭子の3人は、香子の知り合いの芸能プロダクション社長・八木原と遭遇し、スカウトしたばかりだという大人びた少女・三枝千秋と知り合う。千秋は上京して1か月で期待の新人としてパーティーで紹介され、映画での主演デビューが発表されるが、千秋の先輩アイドルが車で人身事故を起こしたり、ドラマの撮影中に事故死するなど、災難が相次ぐ。更に千秋の出生に関わる秘密が絡み、香子が解決に乗り出す。

## 登場人物
矢吹 由利子（やぶき ゆりこ）
花園学園高校2年生。姐御肌。
桑田 旭子（くわた あきこ）
花園学園高校2年生。役者を目指している。
弘野 香子（ひろの きょうこ）
花園学園高校2年生。資産家令嬢。
矢吹 真由子（やぶき まゆこ）
花園学園中学2年生。由利子の妹。

### 〈Sプロ〉
三枝 千秋（さえぐさ ちあき）
どこか暗い光をたたえた目が大人びて見える高校1年生。学校をサボって喫茶店にいたところを八木原にスカウトされる。私生児である事実が、田舎では受け入れられず、学校でも問題児扱いされていた。
八木原 稔（やぎはら みのる）
芸能プロダクション〈Sプロ〉社長。千秋を見出す。
納谷 しおり（なや しおり）
Sプロ所属のアイドル。アキの代役で主演に抜擢されたテレビドラマの撮影中に、石段から落ちて死亡する。
西尾（にしお）
Sプロ専務。
木又（きまた）
八木原の秘書。
久松 アキ（ひさまつ あき）
Sプロ所属のアイドル。18歳。免許取り立てで事故を起こし、連続ドラマの主演を降板させられるが、同乗していた男の名を明かさない。
手塚（てづか）
納谷しおりのマネージャー。しおりの死後はアキのマネージャーになる。
朝倉（あさくら）
アキのマネージャー。仕事を全うしなかったため解雇される。
浅井 マチ子（あさい まちこ）
千秋のマネージャー。

### 水柳流
水柳 志楽（みずやなぎ しらく）
日本舞踊〈水柳流〉の家元。40歳。香子の師匠。千秋の実父。
水柳 美鈴（みずやなぎ みすず）
志楽の妻。40歳。邦楽の名のある家元の娘で、プライドが高く、芸能人を見下す。
水柳 真一（みずやなぎ しんいち）
志楽の息子。中学3年生。ロックに夢中で髪を金髪に染めている。千秋のファンになり、踊りの稽古を再開する。
水柳 沙世（みずやなぎ さよ）
志楽の娘。花園学園中学1年生。幼い頃に怪我をし、左足を引きずっているため、母親から人前で踊ることを禁じられているが、踊りへの情熱は持っている。

### その他
三枝 素代（さえぐさ もとよ）
千秋の母親。温泉旅館で仲居として働くシングルマザー。後に、仕事を辞め東京へ。
谷口 芳哉（たにぐち よしや）
24歳。人気俳優。
広瀬 忠夫（ひろせ ただお）
谷口の所属事務所の社長。
安原（やすはら）
しおり及びアキの主演テレビドラマのディレクター。
勝谷（かつや）
30代の刑事。しおりの事件担当。
河合 伸代（かわい のぶよ）
水柳流の弟子。資産家の未亡人で、自宅に大きな稽古場を設けている。美鈴と仲が良い。